# Aslonnes
Aslonnes – miejscowość i gmina we Francji, w regionie Nowa Akwitania, w departamencie Vienne.
Według danych na rok 1990 gminę zamieszkiwało 700 osób, a gęstość zaludnienia wynosiła 30 osób/km² (wśród 1467 gmin regionu Poitou-Charentes Aslonnes plasuje się na 433. miejscu pod względem liczby ludności, natomiast pod względem powierzchni na miejscu 301.).